# Tschechische Badminton-Juniorenmeisterschaft
Tschechische Badminton-Juniorenmeisterschaften werden seit 1993 in den Disziplinen Damendoppel, Herrendoppel, Dameneinzel, Herreneinzel und Mixed ausgespielt. Zusätzlich gibt es eine Junioren-Mannschaftsmeisterschaft.

## Juniorenmeister
| Saison    | Herreneinzel       | Dameneinzel             | Herrendoppel                     | Damendoppel                            | Mixed                               |
| --------- | ------------------ | ----------------------- | -------------------------------- | -------------------------------------- | ----------------------------------- |
| 1993      | Jan Vondra         | Markéta Koudelková      | Libor Novak Michal Severa        | Markéta Koudelková Dita Feiferová      | Roman Hnilicka Markéta Koudelková   |
| 1994      | Michal Severa      | Dita Feiferová          | Jan Vondra Martin Augustyn       | Hana Procházková Dita Feiferová        | Michal Severa Jana Daňhelková       |
| 1995      | Jan Vondra         | Regina Rašková          | Mojmir Skalický Václav Fridrich  | Hana Procházková Jana Novotná          | Václav Fridrich Hana Veverová       |
| 1996      | Michal Turoň       | Regina Rašková          | Jiří Provazník Jan Fröhlich      | Martina Polašková Regina Rašková       | Jan Fröhlich Regina Rašková         |
| 1997      | Jan Fröhlich       | Eva Brožová             | Milan Turek Martin Turek         | Regina Rašková Martina Brejchová       | Jan Fröhlich Regina Rašková         |
| 1998      | Jan Fröhlich       | Eva Brožová             | Jan Fröhlich Jan Potůček         | Eva Brožová Hana Milisová              | Jan Fröhlich Regina Rašková         |
| 1999      | Jan Fröhlich       | Regina Rašková          | Václav Drašnar Jiří Skočdopole   | Martina Brejchová Hana Milisová        | Jan Fröhlich Regina Rašková         |
| 2000      | Jan Fröhlich       | Regina Rašková          | Václav Drašnar Jiří Skočdopole   | Martina Brejchová Hana Milisová        | Jan Fröhlich Regina Rašková         |
| 2001      | Stanislav Kohoutek | Hana Kollarová          | Stanislav Kohoutek Adam Hobzik   | Hana Kollarová Markéta Kozová          | Josef Rubáš Pavla Křížková          |
| 2002      | Petr Koukal        | Martina Benešová        | Stanislav Kohoutek Adam Hobzik   | Eva Hnilicová Štěpánka Vazačová        | Petr Koukal Eva Hnilicová           |
| 2003      | Adam Hobzik        | Martina Benešová        | Adam Hobzik Rostislav Peníška    | Pavla Janošová Miroslava Vašková       | Petr Koukal Martina Benešová        |
| 2004      | Petr Koukal        | Pavla Janošová          | Tomáš Kopřiva Ondřej Kopřiva     | Pavla Janošová Miroslava Vašková       | Petr Koukal Martina Benešová        |
| 2005      | Jakub Bitman       | Kristína Ludíková       | Tomáš Kopřiva Pavel Florián      | Miroslava Vašková Pavla Janošová       | Pavel Florián Kristína Ludíková     |
| 2006      | Jakub Bitman       | Kristína Ludíková       | Jakub Bitman Pavel Drančák       | Kristína Ludíková Dominika Koukalová   | Pavel Florián Kristína Ludíková     |
| 2007      | Jakub Bitman       | Dominika Koukalová      | Ondřej Kopřiva Mikuláš Skála     | Dominika Koukalová Martina Vacková     | Jakub Bitman Martina Vacková        |
| 2008      | Marek Teller       | Petra Hofmanová         | Marek Teller Petr Hošek          | Petra Hofmanová Šárka Křížková         | Petr Jelínek Eliška Maixnerová      |
| 2009      | Lukáš Zevl         | Petra Hofmanová         | Václav Benbenek David Horáček    | Petra Hofmanová Šárka Křížková         | Lukáš Zevl Lucie Havlová            |
| 2010      | Lukáš Zevl         | Lucie Havlová           | Lukáš Zevl Michal Netík          | Alžběta Bášová Kateřina Hejdrychová    | Lukáš Zevl Lucie Havlová            |
| 2011      | Ivo Stoklas        | Lucie Havlová           | Marek Loffler Tomáš Skála        | Alžběta Bášová Lucie Havlová           | Tomáš Skála Alžběta Bášová          |
| 2012      | Adam Mendrek       | Tereza Lajdová          | Michal Světnička Vojtech Selong  | Zuzana Jeřichová Veronika Koldová      | Adam Mendrek Alžběta Bášová         |
| 2013      | Adam Mendrek       | Lucie Černá             | Adam Mendrek Michal Světnička    | Magdaléna Lajdová Denisa Šikalová      | Jaromír Janáček Lucie Černá         |
| 2014      | Adam Mendrek       | Michaela Myšáková       | Adam Mendrek Jaromír Janáček     | Magdaléna Lajdová Denisa Šikalová      | Jaromír Janáček Sabina Milová       |
| 2014 2015 | Jan Louda          | Monika Světničková      | Michal Hubáček Jan Somerlík      | Magdaléna Lajdová Denisa Šikalová      | Michal Hubáček Monika Světničková   |
| 2015 2016 | Jan Louda          | Monika Světničková      | Michal Hubáček Jan Louda         | Magdaléna Lajdová Denisa Šikalová      | Michal Hubáček Monika Světničková   |
| 2016 2017 | Ondřej Král        | Tereza Švábíková        | Petr Beran Jan Somerlík          | Monika Světničková Tereza Švábíková    | Jan Somerlík Dominika Budzelová     |
| 2017 2018 | Ondřej Král        | Veronika Dobiášová      | Matěj Hubáček Vojtěch Lapáček    | Berta Ausbergerová Michaela Fuchsová   | Matěj Hubáček Berta Ausbergerová    |
| 2018 2019 | Jiří Král          | Tereza Kobyláková       | Vít Kulíšek Jan Janoštík         | Lucie Krpatová Kateřina Zuzáková       | Vít Kulíšek Valentýna Sonnková      |
| 2019 2020 | Jan Janoštík       | Coppenolle Tallulah Van | Vít Kulíšek Jan Janoštík         | Lucie Krpatová Kateřina Zuzáková       | Vít Kulíšek Lucie Krpatová          |
| 2020 2021 | nicht ausgetragen  | nicht ausgetragen       | nicht ausgetragen                | nicht ausgetragen                      | nicht ausgetragen                   |
| 2021 2022 | Dominik Kopřiva    | Lucie Krulová           | Matěj Rzeplinski Adam Šulc       | Soňa Hořínková Kateřina Valentová      | Adam Ehm Kateřina Valentová         |
| 2022 2023 | Dominik Kopřiva    | Lucie Krulová           | Pavel Maňásek Adam Šulc          | Kateřina Koliášová Kateřina Osladilová | Adam Šulc Klára Šilhavá             |
| 2023 2024 | Pavel Maňásek      | Lucie Skařupová         | Daniel Dvořák Jan Rázl           | Kateřina Koliášová Kateřina Osladilová | Vojtěch Havlíček Kateřina Koliášová |
| 2024 2025 | Vojtěch Havlíček   | Karolína Kalkušová      | Vojtěch Havlíček Patrik Hrazdíra | Kateřina Koliášová Kateřina Osladilová | Patrik Hrazdíra Kateřina Osladilová |